# سیارک ۲۱۵۸۷
سیارک ۲۱۵۸۷ (به انگلیسی: 21587 Christopynn، نامگذاری:1998SE132) بیست و یک هزار و پانصد و هشتاد و هفتمین سیارک کشف شده‌است که در ۲۶ سپتامبر ۱۹۹۸ کشف شد.
قدر مطلق سیارک برابر ۴۲.۶ است.